# فرانك كالفرت (عالم آثار)
فرانك كالفرت (1828-1908) كان مغتربًا إنجليزيًا ومسؤولًا قنصليًا في منطقة شرق البحر الأبيض المتوسط وعالم آثار هاوٍ. وبدأ أعمال التنقيب الاستكشافية على التل في هيسارليك (موقع مدينة طروادة القديمة)، قبل سبع سنوات من وصول هاينريش شليمان.

## النشأة وتعليمه
وُلِد فرانك كالفرت في عام 1828 لعائلة إنجليزية مشرقية في مالطا التي كانت في ذلك الوقت قاعدة بحرية بريطانية. وكان الأصغر بين ستة أبناء وابنة واحدة لجيمس كالفرت (1778-1852) ولويزا آن لاندر (1792-1867). وكانت والدته أخت تشارلز ألكسندر لاندر شريك جيمس التجاري. ومن ناحية المكانة الاجتماعية كانوا من الطبقة الأرستقراطية. وكان والده قريبًا غير مباشر لأسرة كالفرت التي أسست بالتيمور في ولاية ماريلاند، وكانت لويزا سليلًا مباشرًا لعشيرة كامبل من أرغيل (من العشائر الإسكتلندية). ولم يرث والداه أي ثروة فانتقلا إلى المستعمرات، وتزوجا في سميرناه العثمانية (إزمير) في عام 1815، واستقرا في مالطا، التي انتقلت من الإمبراطورية الاستعمارية الفرنسية إلى الإمبراطورية البريطانية بموجب معاهدة باريس (1814). وقد اختلطا بالدوائر الاجتماعية «المتميزة» في مالطا لكنهما كانا فقيرين. وكان والد فرانك جيمس يعمل في مكاتب البريد والحبوب في الخدمة المدنية.

## مسيرته المهنية
طغى إخوة فرانك الأكبر عليه وبدأ العمل في مهن إخوته الأكثر تميزًا. وظل دون زواج، وكان لديه شغف دائم بملاحم هوميروس وإيمان راسخ بأن الأساطير كانت تاريخًا وليست خيالًا.
في عام 1847 اشترى شقيقه فريدريك مزرعة تزيد مساحتها عن 2000 فدان (8 كم 2) في آكا كوي، والتي شملت جزءًا من تل في هيسارليك ضمن عملية استحواذ ضخمة. وفي وقت مبكر من عام 1822 جرى تحديد هيسارليك من قبل تشارلز ماكلارين كموقع محتمل لطروادة هوميروس.
دعم فرانك أعمال إخوته. وفي عام 1855 بينما كان فريدريك منخرطًا تمامًا في الشؤون المتعلقة بحرب القرم، واصل فرانك العمل على الجزء الأكبر من المراسلات القنصلية الرسمية باللغتين الفرنسية والإنجليزية. وفي مناسبة بين عامي 1856 و1858 ناب فرانك في منصب القنصل البريطاني عن أخيه فريدريك. وبعد أن دعم فرانك جيمس، خلفه عام 1874 في النهاية كوكيل قنصلي للولايات المتحدة، وهو منصب غير مدفوع الأجر شغله لبقية حياته. ومن حين لآخر خدم في المحاكم الأوروبية والتركية المختلطة، حيث كان يتولى من وقت لآخر لقب القنصل البريطاني بالنيابة.
بصرف النظر عن أداء واجباته القنصلية، قام كالفرت بحفريات استكشافية دقيقة في الأرض المملوكة للعائلة والتي تضم تل هيسارليك. وكان مقتنعًا أن هذا هو موقع مدينة طروادة القديمة. وفي عام 1908 توفي ولم يرتبط اسمه رسميًا باكتشاف طروادة.

### طروادة
في مجال علم الآثار، كان كالفرت مجرد شخص ثانوي مقارنة بشريكه هاينريش شليمان، الذي اتُهم لاحقًا بالتلاعب والاستفادة من كالفرت. وكان شليمان يمتلك ميزانية أكبر بكثير من ميزانية كالفرت، وكثيرًا ما استخدمها لصالحه. وكان كالفرت خجولًا أيضًا بشأن تجربته التعليمية لأنه كان يدرس نفسه بنفسه. وبدأ في سن مبكرة بزيارة المواقع القديمة، وفهم الثقافات المختلفة وتعلم نمط حياتها. وفي سن المراهقة زار مواقع مثل كورفو وأثينا ومصر وبرينديزي وغيرها، لكنه أقام في الغالب في ترود، وهي منطقة آسيا الصغرى، والتي يُعتقد أنها كانت تحت حكم طروادة.
في الوقت الذي بدأ فيه شليمان التنقيب في تركيا، كان الموقع الذي يُعتقد عمومًا أنه طروادة يقع في بينارباشي، قمة تل في الطرف الجنوبي من سهل طروادة. وأجرى شليمان عمليات السبر في بينارباشي، لكنه أصيب بخيبة أمل من النتائج التي توصل إليها. ولم يعرف شليمان أين يبحث عن طروادة وكان على وشك التخلي عن استكشافه تمامًا. وبقي الأمر كذلك حتى اقترح كالفرت حفر تل هيسارليك حيث لم يقم شليمان بأي خطوات للحفر في الموقع. وكان كالفرت قد بحث بالفعل في التل، لكنه لم يصل إلى طبقات العصر البرونزي؛ مع ذلك كان مصممًا على أن طروادة مدفونة في مكان ما داخل التل.
لم يعثر شليمان وكالفرت على موقع طروادة المحتمل فحسب، بل عثرا على آلاف المصنوعات اليدوية مثل الديادم من الذهب المنسوج، والخواتم والأساور والأقراط والقلائد المعقدة والأزرار والأحزمة ودبابيس الزينة بالإضافة إلى الأشكال المجسمة والأوعية وأواني الزيوت المعطرة.

## إرثه
جرى ذكر عمل كالفرت على موقع طروادة في المسلسل التلفزيوني لهيئة الإذاعة البريطانية عام 1985 بحثًا عن حرب طروادة، الذي كتبه وقدمه مايكل وود.
في عام 1996 سعى ورثة أميركيون وبريطانيون لكالفرت إلى ملكية جزء من الكنز الذي عثر عليه شليمان على أرض كالفرت (امتلك كالفرت نصف التل فقط).

## أسرة كالفرت
اعتبرت العائلة نفسها مؤسسة واحدة. وكانوا يتشاركون الملكية ويساعدون بعضهم البعض ويعيشون معًا ولديهم مصالح مشتركة، واحدة منها كانت آثار ترود. ولم تكن أمورهم جيدة في مالطا، ولكن في عام 1829 شهدت منطقة الدردنيل انتعاشًا في دورة أعمالها بسبب الظروف التاريخية. وكانت حرب الاستقلال اليونانية على وشك الانتهاء لصالح دولة مستقلة بموجب معاهدة القسطنطينية (1832). وجرى حل شركة المشرق التي كانت تحتكر التجارة عبر الدردنيل. وانخفض سعر القرش التركي مقارنة بالجنيه. وكان من المتوقع حدوث زيادة في حركة المرور البريطانية عبر المضائق. وظهر فجأة نوع جديد من الوظائف: القنصل البريطاني في الدردنيل الذي جلب الثروة معه.

### تشارلز لاندر
تقدم تشارلز لاندر بطلب، وجرى تعيينه القنصل البريطاني للدردنيل في عام 1829. وكان يتحدث خمس لغات ويعرف المنطقة جيدًا ويمتلك أفضل العلاقات. وجرى بناء صف من المكاتب القنصلية الجديدة في جنق قلعة على طول شاطئ المضيق. وكان تشارلز في البداية فقيرًا. وفي عام 1833 اشترى منزلًا في البلدة يتسع بما يكفي لدعوة أبناء أخته للانضمام إليه في المشروع. ودون استثناء غادروا المنزل في سن 16 لتلقي دروس في التجارة في منزل خالهم ووضعهم في مناصب قنصلية مربحة. وبقي فريدريك الأكبر لمساعدة تشارلز. ووصل الأصغر فرانك أخيرًا، إذ كان في المدرسة في أثينا، لكن اهتمامه بعلم الآثار قاده إلى مسار مهني مختلف.
كانت جنق قلعة مدينة مزدهرة. وفي عام 1831 تزوج لاندر بأديل، وكانت علاقة قصيرة وشاعرية أعطتهما ثلاث بنات في تتابع سريع. وعندما وصل كالفرت كان العثور على أماكن في المدينة المزدحمة أمرًا صعبًا. وبسبب قانون البناء التركي الذي يتطلب المباني الخشبية، كانت الحرائق متكررة. وقد نجت الأسرة من حريق واحد ولم ينجُ معهم سوى الملابس التي كانوا يرتدونها. وجرى تدمير مجموعة كتب لاندر بالكامل. وفي عام 1840 عانى لاندر من مأساة عندما توفيت زوجته أديل في الأربعينيات من عمرها، وتركت ثلاثة أطفال صغار. واختار هذه الفترة لتوزيع ممتلكاته، وجعل فريدريك وريثه القانوني وصيًا على أطفاله وشريكه في التنفيذ (إلى جانبه).
كرس لاندر نفسه للخدمة القنصلية، تاركًا تفاصيل العقارات ومسؤولياتها لفريدريك. وعاشت العائلة ثراءً من الرسوم التي تدفعها السفن التي تخدمها. وعندما وصل فرانك عام 1845 مع أخته لم يكن لديه الكثير ليفعله. وبحلول هذا الوقت أصبح لدى العائلة مكتبة جديدة. وباستخدام كتبه استكشف فرانك الطريق. وأصبح هو ولاندر جامعي كتب. كما قامت النساء في الأسرة بدور داعم.